# المدرسة اليابانية في إسطنبول
المدرسة اليابانية في إسطنبول (باليابانية: イスタンブル日本人学校) (بالتركية: İstanbul Japon Okulu)‏ ، هي مدرسة لتعليم مناهج الدراسية اليابانية في مدينة إسطنبول التركية، ويدرس فيها طلبة الجالية اليابانية في مدينة إسطنبول.

## إحصائية
في عام 2015م بلغ عدد الطلبة اليابانيين نحو 80 طالباً، وكانت إدارة المدرسة تستخدم حافلة مدرسية لنقل الطلبة في الأماكن السياحية والأثرية في تركيا.